# Kvadrat (aritmetik)
För den geometriska figuren, se Kvadrat
Inom aritmetiken är en kvadrat av ett tal lika med talet multiplicerat med sig självt. Exempelvis är 25 en kvadrat av 5, eftersom 5 · 5 = 25.
Ett annat vanligt skrivsätt är i potensform, 52 (utläses ”fem upphöjt till två” eller ”fem i kvadrat”).
Kvadraten av n är arean av en kvadrat (liksidig rektangel) med sidan n.

## Kvadrattal
Med kvadrattal eller jämn kvadrat avses en kvadrat av ett heltal. 25 är ett kvadrattal; 2 är det inte. Kvadrattal kan bilda kvadrater som i figuren, där varje sida innehåller lika många element.
| * · * · * · * · * · * · * · * · * · * · * · * · * · * · * · * |
De tolv första kvadrattalen: 1, 4, 9, 16, 25, 36, 49, 64, 81, 100, 121 och 144 (talföljd A000290 i OEIS).
Det N:te kvadrattalet, N2, kan uttryckas som en summa av alla udda tal från och med 1 och till och med 2N - 1 och kan även beräknas utifrån det föregående kvadrattalet (N - 1)2:
{\displaystyle N^{2}=\sum _{k=1}^{N}(2k-1)=(N-1)^{2}+2N-1}